# Río de las Vueltas
Río de las Vueltas je řeka v departementu Lago Argentino na jihozápadě provincie Santa Cruz v jižní Argentině, v Patagonii. Je dlouhá 70 km. Jediným sídlem na řece je vesnice El Chaltén. Svůj název řeka dostala podle hlubokých meandrů, které tvoří značnou část jejího toku.

## Průběh toku
Řeka vytéká z jezera Lago del Desierto, ležícího v nadmořské výšce 506 m, a vlévá se do jezera Viedma, jež se nachází v nadmořské výšce 250 m. Náleží povodí řeky Santa Cruz a patří k atlanskému kontinentálnímu úmoří.

## Vodní režim
Převážná část vody v řece je ledovcového původu, částečně z ledovců v severní části národního parku Los Glaciares.